# Biokovski dekanat
Biokovski dekanat je teritorijalno-pastoralna jedinica u sastavu Splitsko-makarske nadbiskupije. Obuhvaća jedanaest župa, koje se većim dijelom nalaze u zaleđu Biokova, po kome je dekanat dobio ime, a manjim dijelom u zaleđu planine Rilića.
Dekantu pripadaju sljedeće župe:
- Dusina (Veliki Prolog)
- Kozica
- Orah
- Poljica Vrgorska
- Rašćane
- Ravča
- Staševica (nekadašnja Pasičina)
- Stilja
- Vrgorac
- Zavojane
- Župa Biokovska

Za većinu navedenih župa upravno i političko središte je Vrgorac. Staševica pripada općini Ploče, a Župa Zagvozdu. Sve župe, izuzevši Staševicu, pripadaju Splitsko-dalmatinskoj župniji. Staševica pripada Dubrovačko-neretvanskoj županiji.

## Povijest dekanata
Dekanat je osnovan 1954. godine od župa koje su do tada najvećim dijelom pripadale makarskom dekanatu. Dvije su župe pripadale imotskom dekanatu: Rašćane i Župa, te Staševica (Pasičina), koja je do tada pripadala neretvanskom dekanatu. Dekanat je osnovan iz pastoralnih razloga, odnosno zbog udaljenost zabiokovskih župa i slabe prometne povezanosti među župama i sa sjedištem dekanata u Makarskoj.
Biokovski dekanat graniči s dekanatima: makarskim, imotskim i neretvanskim, a između imotskog i neretvanskog dekanata granica ide državnom granicom prema Hercegovini.
Služba dekana u ovom dekanatu nije vezana uz jedno župno središte, nego tu su službu obnašali župnici iz raznih župa. Prvi dekani bili su kratkotrajni župnici u Ravči: don Ljubomir Madunić (1954. – 1955.) i don Danko Vlašić (1956. – 1957.). Poslije njih dekani su bili župnici iz Oraha (don Kajo Marović), Vrgorca (fra Ivan Glibotić), Župe Biokovske (don Ante Dukić), Vrgorca (fra Vjeko Vrčić) te župnici Dusine-Velikog Prologa (don Stjepan Barišić i don Mladen Margeta i don Davor Bilandžić).Poslije njega, dekansku službu vršio je fra Vinko Prlić, koji je tu službu vršio do svoje iznenadne smrti, 28. studenoga 2017. ( 2015. – 2017.). Nakon njegove smrti novim dekanom imenovan je župnik župe Vrgorac fra Ivica Omazić, ( 2018. – 2019.). Potonji je u srpnju 2019. razriješen župnika Vrgorca i imenovan župnikom župe Runović kod Imotskoga pa je mons. Marin Barišić imenovao tada novoimenovanog župnika Vrgorca fra Josipa Repešu novim biokovskim dekanoma ( dekret Nadbiskupskog ordinarijata od utorka, 24. rujna 2019., stupio na snagu 1. listopada 2019.).